# Symplecta (Psiloconopa) stictica angularis
Symplecta (Psiloconopa) stictica angularis is een ondersoort van de tweevleugelige Symplecta (Psiloconopa) stictica uit de familie steltmuggen (Limoniidae). De ondersoort komt voor in het Nearctisch gebied.